# Antinoo Townley
L'Antinoo Townley è un ritratto marmoreo raffigurante Antinoo che indossa una corona di edera, datato al 130-140 e parte della collezione del British Museum di Londra.

## Storia e descrizione
Il busto era parte delle collezioni di Charles Townley, protagonista di un Grand Tour e membro della Royal Society, che lo acquistò nel XVIII secolo, insieme ad altre opere antiche. Soltanto la testa è antica, parte di una statua risalente al 130-140, negli ultimi anni in cui al potere vi era Adriano (fu imperatore dal 117 al 138); il busto è un'aggiunta successiva. Probabilmente l'Antinoo ha degli attributi che lo riconducono alla rappresentazione di Bacco. Nella collezione del museo è presente anche un disegno dell'opera attribuito a Vincenzo Pacetti.
La testa, scolpita in marmo pario, si ritiene sia stata ritrovata nel 1770 sul Gianicolo, nei pressi della Villa Doria Pamphilj a Roma, in un'area nota come Tenuta della Tedesca: questa e i resti della statua di cui faceva parte vennero utilizzati come materiale di reimpiego in un muro nelle vicinanze di Porta San Pancrazio, una delle porte delle Mura aureliane. Townley si appropriò della testa nel luglio del 1773, pagandola £150 a Thomas Jenkins, antiquario e mercante d'arte. Essa era in Gran Bretagna lo stesso mese, dapprima, con buone probabilità, di proprietà di John Sackville, III duca di Dorset, da cui "doveva essere ricevuta", stando a quanto scrisse Jenkins proprio in quel periodo.